# ایلوکتنا
ایلوکتنا (به لاتین: Iluktenna) یک منطقهٔ مسکونی در سری‌لانکا است که در استان مرکزی (سری‌لانکا) واقع شده‌است.